# Pizzicato
Pizzicato [pitːsiˈkaːto] (von ital. „gezwickt“), im Deutschen auch Pizzikato, ist eine Spielweise auf Streichinstrumenten der Violinfamilie, bei der die Saiten nicht mit dem Bogen gestrichen, sondern mit den Fingern der rechten Hand, die normalerweise den Bogen führt, gezupft werden. Sie wird heute üblicherweise durch die Abkürzung pizz. zu Beginn der pizzicato zu spielenden Passage gefordert; die Rückkehr zum Spiel mit dem Bogen wird durch coll’arco oder arco angezeigt. Der Terminus „pizzicato“ ist auch auf Spielweisen anderer Instrumente übertragen worden.

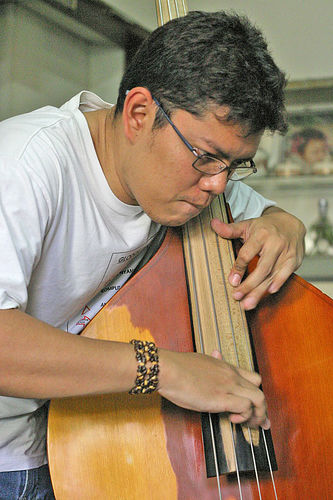
Pizzicato auf einem Kontrabass

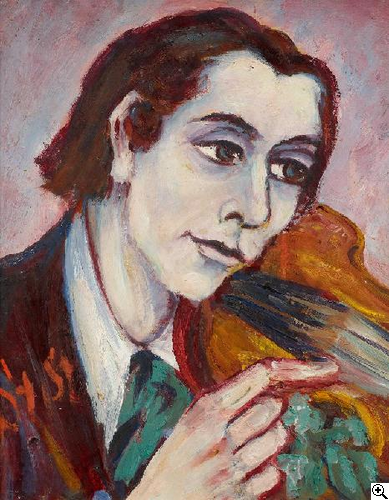
Stanislaus Stückgold: Mann mit Geige (ohne Jahr)

## Pizzicato auf den Instrumenten der Violinfamilie

### Klang
Klangbeispiel: Violin-Pizzicato
Charakteristisch für den Klang des Pizzicatos ist zum einen, dass die Saite an ihrem einen Ende durch den weichen Finger abgeteilt wird, im Gegensatz etwa zur Gitarre, bei der die Verkürzung der Saite durch die Bünde auch auf der Griffbrettseite für ein hartes Ende sorgt. Dadurch wird der Klang fast sofort nach dem Anreißen abgedämpft. Ein längeres Nachschwingen ist nur bei leeren Saiten möglich. Zum anderen verursacht die Steifigkeit der Saiten eine starke Inharmonizität: Die Teiltöne schwingen nicht in ganzzahligen Verhältnissen, wodurch die Wahrnehmbarkeit der Tonhöhen herabgesetzt wird. Diese beiden Elemente verursachen den Eindruck von Geräuschhaftigkeit des Pizzicatos. Sie sind am stärksten ausgeprägt bei den hohen Instrumenten Violine und Viola; am resonantesten und klarsten sind Pizzicati auf dem Kontrabass.

### Ausführung
Bis zum Beginn des 20. Jahrhunderts wurde die Ausführung des Geigenpizzicatos nicht als ein technisches Problem angesehen, dessen Schwierigkeiten einer Diskussion in der pädagogischen Literatur würdig seien. Die meisten Schulwerke erwähnen es nicht einmal; einige wenige widmen ihm kurze Abschnitte. Die geringen klanglichen Gestaltungsmöglichkeiten und sein sehr kurzer und trockener Klang haben eine gewisse Verachtung vieler Geiger für das Pizzicato verursacht. Sie klingt noch 1928 bei Carl Flesch durch, wenn er anlässlich der Besprechung von Artur Schnabels Fünf Stücken für Violine solo schreibt:

„Schnabel versucht nun, diesem primitiven Mittel [nämlich dem Pizzicato] geistigen Odem einzuhauchen, es zu beseelen. Ist ihm dieser Versuch geglückt? Auf dem Papier, ja, in akustischer Hinsicht kaum. Die Klangseele beruht in der Hauptsache auf Klangkontinuität, die ja beim Anreißen einer Saite  von vornherein ausgeschlossen ist. […] Ein Abgrund zwischen Absicht und Wirkung […].“

Die Technik der Geige aber war das Vorbild für die Technik der übrigen Streichinstrumente. Während tatsächlich auf den hohen Streichinstrumenten das Pizzicato kein besonderes technisches Problem darstellt, andererseits aber auch keine wesentlichen Varianten erlaubt und über längere kompositorische Strecken im Regelfall nur als Begleitung eines anderen Instrumentes trägt, haben die tiefen Streichinstrumente erst im Lauf des 20. Jahrhunderts ihren eigenen technischen Weg gefunden. Insbesondere für den Kontrabass sind im Jazz eigenständige und von den übrigen Streichinstrumenten unabhängige musikalische Strukturen entstanden, die auf den diesem Instrument eigenen vielfältigen Möglichkeiten des Pizzicatos beruhen.

#### Das Pizzicato auf der Violine
Über die Grundbewegung des Geigenpizzicatos schrieb Leopold Mozart in seinem Versuch einer gründlichen Violinschule (1756):

„[…] Es werden nämlich die Seyten mit dem Zeigefinger, oder auch mit dem Daume der rechten Hand geschnellet, oder, wie einige zu sprechen pflegen, gekneipet. Man muss aber die Seyte, wenn man sie schnellet, niemals unten; sondern allezeit nach der Seite fassen: sonst schlägt sie bey dem Zurückprellen auf das Griffbett und schnarret oder verliehret den Ton. Den Daume soll man gegen dem Sattel an das Ende des Griffbretts setzen und mit der Spitze des Zeigefingers die Seyten schnellen, auch den Daume nur alsdann dazu brauchen, wenn man ganz Accorde zusammen nehmen muss. Viele kneipen allezeit mit dem Daume; doch ist hierzu der Zeigefinger besser: weil der Daume durch das viele Fleisch den Ton der Seyten dämpfet. Man mache nur selbst die Probe.“

Werden vom Komponisten Doppelgriffe verlangt, wird auch der Mittelfinger eingesetzt. Mehr Finger stehen nicht zur Verfügung, weil wegen des Zeitmangels beim Wechsel vom arco- zum pizzicato-Spiel und zurück fast immer der Bogen in der Hand behalten werden muss. Wenn genügend Zeit ist, wird der Bogen in die Handfläche genommen und von kleinem Finger und Ringfinger gehalten, außerdem vom Mittelfinger, falls dieser nicht zum Spielen gebraucht wird. Andernfalls steht zum Spiel nur der abgespreizte Zeigefinger zur Verfügung, ohne dass der Daumen am Griffbrett abstützen könnte. Akkorde mit mehr als zwei Noten werden daher immer arpeggiert.
Die Anrissstelle auf der Saite stimmt normalerweise nicht mit der „Kontaktstelle“ des Bogens überein. Während dieser durchschnittlich ein Zehntel der schwingenden Länge der Saite vom Steg entfernt streicht, wird das Pizzicato am Griffbrett und somit deutlich weiter vom Steg entfernt ausgeführt, auf der Violine laut Carl Flesch „ungefähr 12 cm vom Steg entfernt“. Je näher sich der Finger einem Ende der Saite nähert, desto schwächer wird (theoretisch) der Grundton angerissen, desto stärker wird bei insgesamt leiser werdendem Ton der Anteil der höheren Teiltöne, desto heller also der Klang. Diese Unterschiede werden erst seit dem 20. Jahrhundert gezielt zur Klangfärbung eingesetzt, auf den höheren Instrumenten Geige und Bratsche allerdings äußerst selten (etwa in Alban Bergs Violinkonzert (1935)). Jürg Baur hat im zweiten Satz seiner Sonate für Violine solo verschiedene Klangmöglichkeiten des Violinpizzicatos systematisch eingesetzt: Flageolette, unterschiedliche Zupfrichtungen (quer oder senkrecht zum Griffbrett), Zupfen mit einem oder mehreren aneinandergelegten Fingern (hellerer oder dunklerer Klang), verschiedene Anrissstellen.
Die wesentlichsten Einschränkung für die klangliche Differenzierung des Geigenpizzicatos ist sowohl der geringe Abstand der Saiten untereinander als auch derjenige zum Griffbrett (bei der Violine nur drei bis fünfeinhalb Millimeter), wodurch die Fingerkuppen nicht befriedigend an die Saiten gesetzt werden können. Das Gefühl, mit dem Finger ohnehin nicht frei agieren und daher nicht wie beim arco-Spiel am Ton arbeiten zu können, hat wesentlich zum Desinteresse der Geiger am Pizzicato beigetragen. Dennoch werden immer wieder Klangverbesserungen des Pizzicatos gefordert. Hermann Scherchen schrieb in seinem Lehrbuch des Dirigierens (1929): „Der […] Pizzicato-Ton existiert in den Orchestern meistens nur in seiner häßlichsten Art: als trocknes Knipsen, als in die Musik eingebrochenes Geräusch.“ Scherchen war selber Streicher, er schrieb aus der Sicht des Dirigenten. Im selben Jahr schrieb der Geiger Carl Flesch: „Orchestergeiger verfügen gewöhnlich über ein besseres Pizzicato als Solisten.“ Die Beurteilung der Klangqualität ist offenbar in hohem Maß von subjektiven Kriterien abhängig.

#### Das moderne Kontrabass-Pizzicato

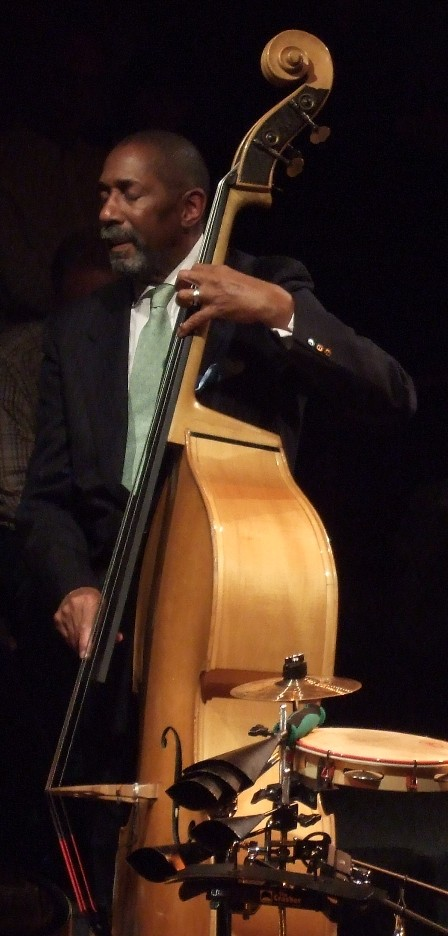
Ron Carter: Weicheres Jazz-Pizzicato. Der gestreckte Zeigefinger liegt fast parallel zur Saite; gut sichtbar ist die Spitze des gegen das Griffbrett gestützten Daumens.

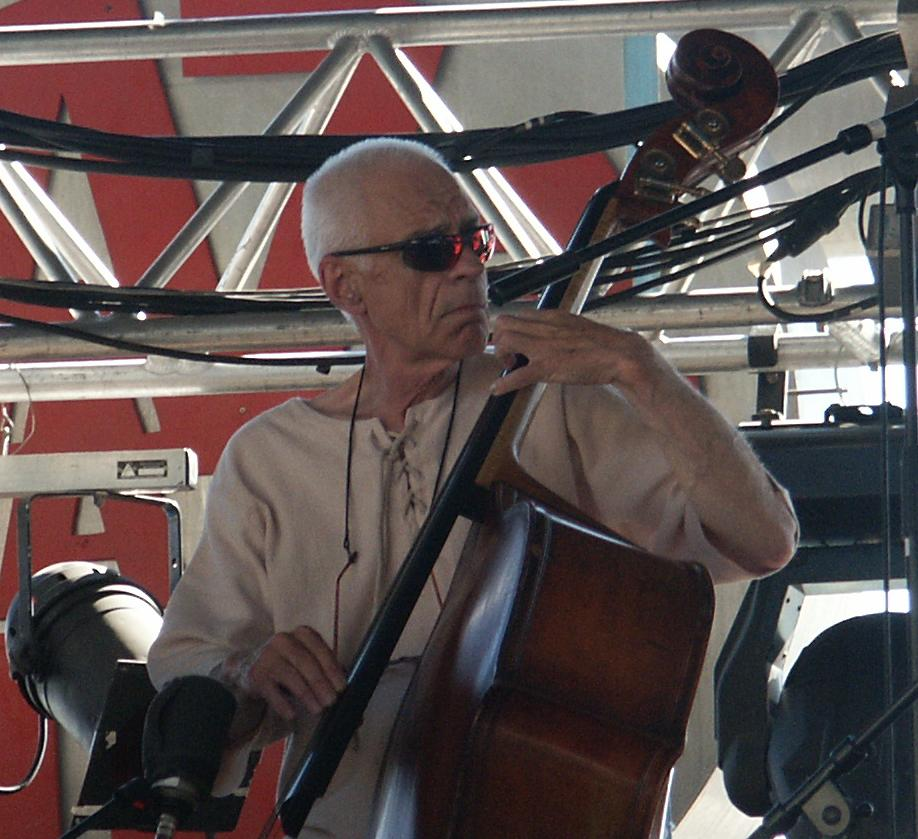
Gary Peacock: Jazz-Pizzicato mit steilen Fingern. Die Hand ist weiter vom Korpus entfernt als beim „klassischen“ Pizzicato, um den Zeigefinger aus einer nach unten gerichteten Armbewegung gestreckt durchziehen zu können.

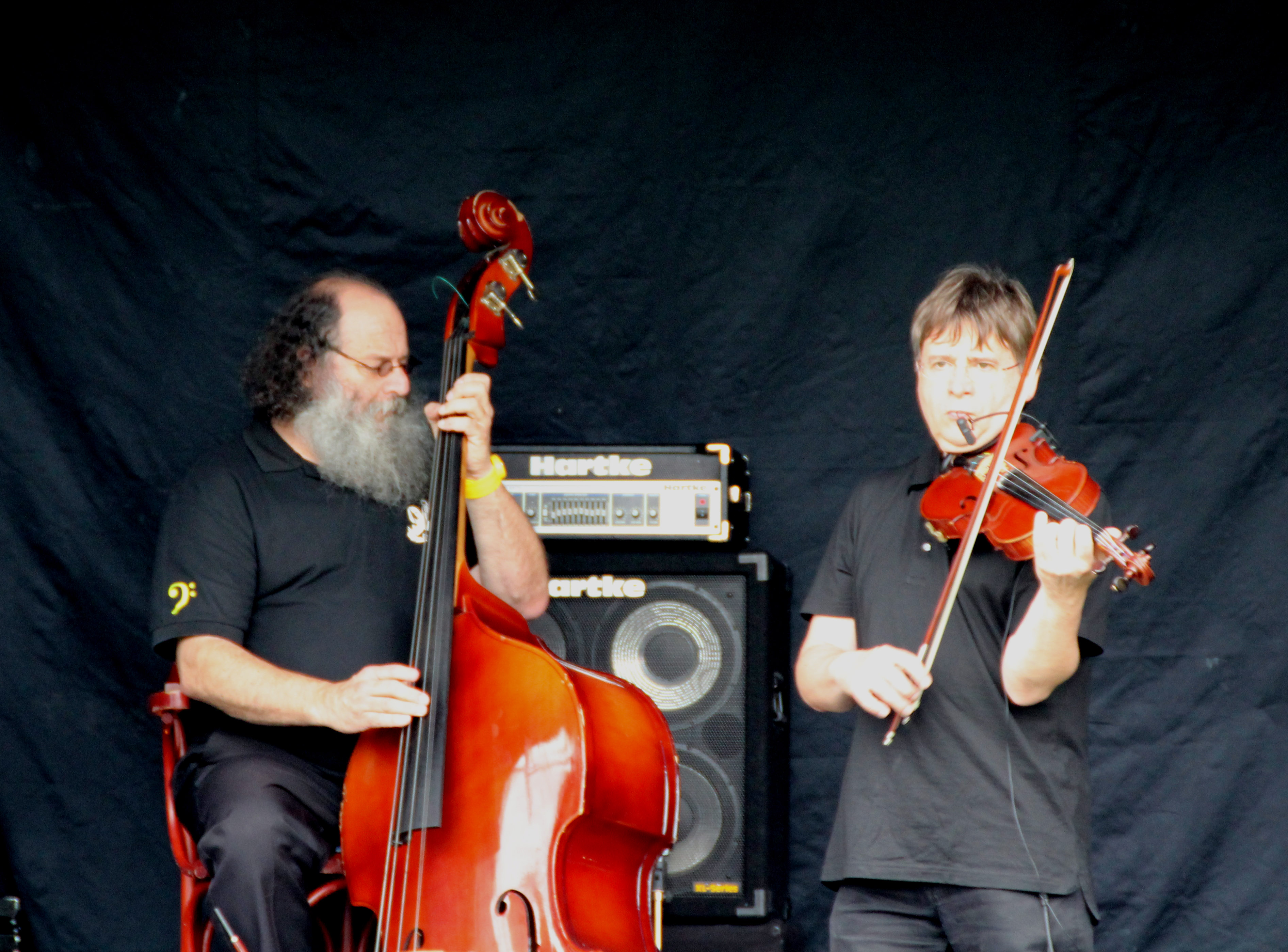
Dieser Kontrabassist spielt wohl keine klassische Musik, benutzt aber eine eher in diesen Bereich gehörige Pizzicato-Technik. Die nahe am Instrumentenkorpus stehende Hand lässt nur eine Beugung des Fingers zu.

Im Gegensatz zur Geige bietet der Kontrabass ausreichende Möglichkeiten, die Finger in eine gute Spielposition zu bringen. Zudem wird im Jazz immer ohne Bogen gespielt. Die Hand ist also frei zur klanglichen Gestaltung. Aus einer Vielzahl von Varianten des heutigen Kontrabasspizzicatos, die teils der Klangfärbung dienen, teils dem Personalstil des Musikers entspringen, schälen sich zwei wesentliche Grundformen heraus:
- In seiner Ausgangsposition liegt der Finger rechtwinklig zur Saite. Durch eine Beugung in den beiden unteren Fingergelenken nähert er die Fingerspitze der Handfläche an und versetzt so die Saite in Schwingung, wobei nur die Fingerkuppe die Saite berührt. Der Arm bewegt sich nur geringfügig; die jeweils darunterliegende Saite wird nicht berührt. Der Klang ist hell und durchsichtig. Diese Art des Pizzicatos ist eher im Bereich der Klassischen Musik verbreitet.
- Der gestreckte Zeigefinger liegt zunächst fast parallel zur Saite. Er wird aus einem Armschwung bis zur jeweils darunterliegenden Saite durchgezogen, ohne sich dabei zu beugen. Die Hautfläche, die die Schwingung der Saite auslöst, ist relativ groß; sie kann je nach Technik und Saite bis zum Grundgelenk reichen. Der Klang ist dunkler und voller. Soll der Klang härter werden, wird der Finger in seiner Ausgangsposition steiler aufgerichtet. Dabei wird oft der Mittelfinger zur Stützung an den Zeigefinger gelegt, oder die Saite wird mit beiden Fingern zugleich angerissen. Dieses ist das häufigste Jazz-Pizzicato.

#### Sonderformen

##### Das Pizzicato der linken Hand als Spieltechnik

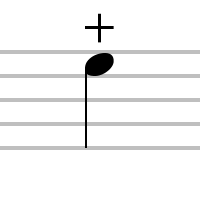
Pizzicato der linken Hand

Beim Pizzicato der linken Hand wird mit einem Finger ein Ton gegriffen, mit einem anderen wird die Saite gleichzeitig angerissen. Da dieser andere Finger über dem schwingenden Teil der Saite liegen muss, ist kein Linke-Hand-Pizzicato möglich, wenn der kleine Finger zum Greifen benötigt wird. Diese Töne werden dann entweder durch Pizzicati der rechten Hand oder durch kurzes Aufschlagen des Bogens auf die Saite ausgeführt. Das heute übliche Zeichen ist ein Kreuz (+) über oder unter der entsprechenden Note.
Das Pizzicato mit der linken Hand ist klanglich und spieltechnisch dem Pizzicato der rechten Hand weit unterlegen. Da der Finger am Rand des schwingenden Teils der Saite und nicht, wie beim Pizzicato der rechten Hand, weiter Richtung Mitte ansetzt, werden vor allem hohe Teiltöne angeregt, die einen relativ hellen und nicht sehr tragfähigen Klang verursachen. Zudem ist die linke Hand, solange keine leere Saite angerissen wird, durch die Notwendigkeit behindert, einen anderen Finger auf das Griffbrett aufzusetzen. Die für ein gutklingendes Pizzicato erforderliche freie Armbewegung kommt daher nicht zustande. Das Pizzicato der linken Hand wird fast nur auf den hohen Streichern Geige und Bratsche eingesetzt, auf deren kürzeren Saiten die Anrissstelle proportional günstiger liegt und bei denen das Anreißen der Saiten eine geringere Kraft erfordert. Möglich sind in jedem Fall nur einzelne Töne oder einfache Tonfolgen, die speziell auf die Möglichkeiten dieser Technik abgestimmt sind.
Das Linkehand-Pizzicato wurde im 17. und 18. Jahrhundert sehr selten eingesetzt. Es verbreitete sich durch Niccolò Paganini und ist seitdem ein fester Bestandteil der Virtuosenliteratur des 19. Jahrhunderts. Bemerkenswertestes Beispiel ist Paganinis Duo Merveille, bei dem eine arco zu spielende Melodielinie durch denselben Spieler mit einer Basslinie im Linke-Hand-Pizzicato zu begleiten ist. Weitere bekannte Beispiele finden sich in Paganinis Caprice Nr. 24 (Var. IX, hier bezeichnet durch einen Kreis, der normalerweise leere Saite oder Flageolett bedeutet), den Aires gitanos (Zigeunerweisen) und der Carmen-Fantasie von Pablo de Sarasate. Erst seit dem 20. Jahrhundert wird es manchmal auch außerhalb der Virtuosenliteratur gefordert, etwa in der Sonate pour Violon seul (1927) und im 2. Streichquartett von Erwin Schulhoff, in der Gigue aus Igor Stravinskys Duo concertante für Violine und Klavier (1931–32), im 3. Streichquartett von Arnold Schönberg oder im zweiten Satz des Violinkonzerts von Alban Berg.
Aufgrund seiner geringen musikalischen Einsatzfähigkeit und seiner klanglichen Minderwertigkeit gilt das Linke-Hand-Pizzicato jedoch nicht als vollwertige geigerische Technik. Carl Flesch schrieb 1929:

„Das Pizzicato mit der linken Hand hat nur eine sehr beschränkte Daseinsberechtigung. […] Es klingt […] dünn und abgerissen, da der handelnde Finger keine weitausholende Bewegung machen kann. In den unteren Lagen wird die Saite durch Berührung des Griffbretts am Nachklingen verhindert, während es in den höheren Lagen, ausgenommen auf der E-Saite, überhaupt unausführbar ist. Sein Studium kann einem Geiger von einiger Intelligenz nur in den Knabenjahren, wenn er noch am rein spielerisch Artistischen seine Freude hat, zugemutet werden. […]“

##### Linke-Hand-Pizzicato als Übetechnik für hohe Streicher
Das Linke-Hand-Pizzicato als Übetechnik „zeichnet sich grundsätzlich aus durch ein sanftes, präzises Zupfen mit den Fingern der linken Hand“. Es wird verwendet, um die Spieltechnik der linken Hand auf der Geige und Bratsche auf allen Lernstufen zu entwickeln. Insbesondere die Koordination zwischen den einzelnen Fingern der linken Hand, den verschiedenen Spiellagen auf dem Griffbrett und dem Bogenarm wird mit ihm trainiert. Basierend auf 1-, 2-, 3- und 4- stimmigen Rhythmen wird die Übetechnik trainiert. Sie kann systematisch eingeführt oder auch themenbezogen angewendet werden. Sie ist auch Grundlage zum Erlernen und Weiterentwickeln anderer Spieltechniken wie Tonleitern, Steigerung der Geläufigkeit, Saitenwechsel, Intervalltechnik, Akkordtechnik und Linke-Hand-Pizzicato als Spieltechnik. Durch das Praktizieren der Übetechnik baut der Spieler direkt beim Üben eine zunehmend stabile Koordination auf, während die Finger und der Bogenarm lernen, sich exakt rhythmisch zueinander zu bewegen. Die Übetechnik kann auch erweitert werden durch das Ganzkörpertraining und die Anwendung des Griffbrettaufsatzes.

##### Bartók-Pizzicato

Bartók-Pizzicato

Ein Pizzicato, das so stark ausgeführt wird, dass die Saite beim Zurückschnellen mit lautem Schnarren auf das Griffbrett auftrifft, hat zum ersten Mal Claudio Monteverdi in Il combattimento di Tancredi e Clorinda, später Heinrich Ignaz Franz Biber in seiner „Battalia“ gefordert, danach erst wieder Gustav Mahler im Scherzo seiner 7. Sinfonie: Dort findet sich bei einer mit fünffachem (!) Forte gekennzeichneten Note für Celli und Kontrabässe die Anmerkung: „So stark anreißen, daß die Saiten an das Holz anschlagen“ (Takt 401). Bekannt geworden ist diese geräuschhafte Form des Pizzicatos vor allem durch ihre häufige Verwendung durch Béla Bartók, der auch das heute übliche Zeichen eines kleinen halbdurchstrichenen Kreises einführte.
Im Jazz und verwandten Musikstilen ist diese Art des Pizzicatos („Slapping“ oder „Popping“) eine übliche Kontrabasstechnik. Verbreitet ist sie auch auf der Gitarre und dem E-Bass.

### Geschichte

#### Frühzeit

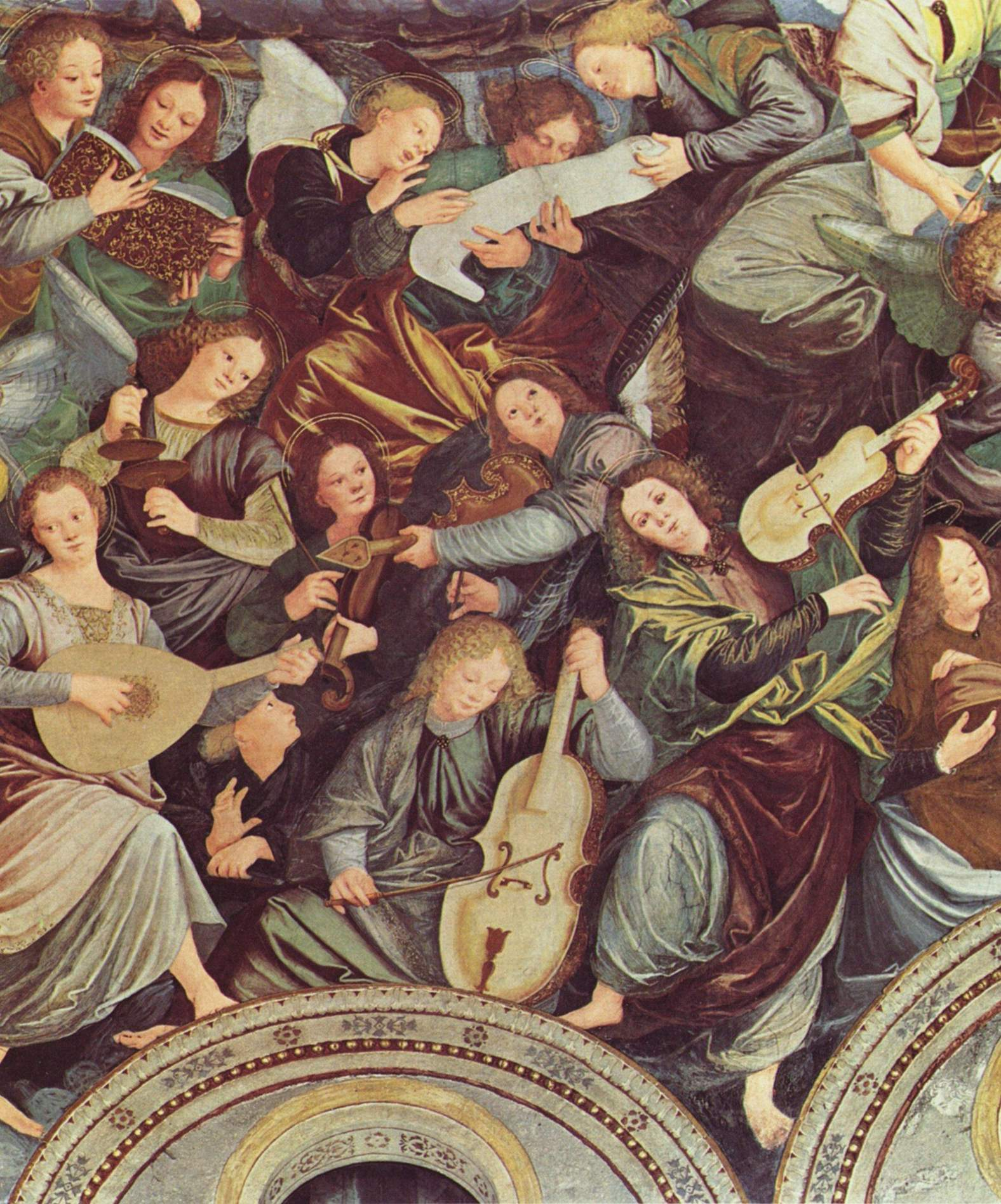
Gaudenzio Ferrari: Musizierende Engel. Zwei Instrumente werden gezupft: eine Laute (links unten) und eine Geige (schräg rechts darüber, der Geigenhals trifft auf den Lautenhals). Die Finger- und die Bogenhaltung des geigespielenden Engels deuten ein Pizzicato an.

Pizzicatospiel auf der Viola da gamba war schon im 16. Jahrhundert bekannt (s. u.). Deshalb und wegen der Allgegenwärtigkeit von Zupfinstrumenten wird vermutet, dass das Pizzicato von Anfang an zur Violintechnik gehörte. Auf der möglicherweise frühesten Darstellung der gesamten Violinfamilie, Gaudenzio Ferraris Darstellung musizierender Engel im Santuario della Beata Vergine dei Miracoli in Saronno (ca. 1535), scheint der violinespielende Engel sein Instrument zu zupfen.
Erstmals nachweisen lässt sich das Pizzicato für die Instrumente der Violinfamilie in Monteverdis theatralischer Szene Il combattimento di Tancredi e Clorinda. Sie wurde 1624 komponiert und erstmals aufgeführt, aber erst 1638 in Monteverdis achtem Madrigalbuch gedruckt. Monteverdi setzt in seiner Vertonung von Tassos Text den Höhepunkt der ersten Kampfszene zwischen Tancredi und Clorinda auf die Textworte „Schon brauchen sie in grimmigem Erboßen / Den Degenknopf, den Helm und Schild zum Stoßen.“ Die Streicherakkorde an dieser Stelle sind mit dem Hinweis versehen: „Qui si lascia l’arco, e si strappano le corde con duoi diti“ („Hier legt man den Bogen weg und reißt die Saiten mit zwei Fingern“). Das durch das Wort strappare als ziemlich kräftig charakterisierte Pizzicato erfüllt an dieser Stelle eine doppelte Funktion: zum einen wird das unritterliche Stoßen mit dem Helm lautmalerisch nachgezeichnet; zum anderen aber ist das Pizzicato der perkussive Höhepunkt einer stringenten musikalischen Steigerungslinie.
Monteverdis Einsatz des Pizzicatos als Mittel eines musikalischen Formaufbaus blieb für lange Zeit ohne Nachfolge. Im frühesten Druck, der ein Pizzicato für die Violine überliefert, Carlo Farinas 1627 in Dresden erschienenem Ander Theil Newer Padvanen, Gagliarden, Covranten … , wird der Spieler angewiesen, an Schluss einer losen Folge von Imitationen verschiedener Instrumente und Tiere eine Gitarre nachzuahmen, „in deme man die Geigen unter den Arm nimbt / vnd drauff schlegt als eine rechte Spannische Chitarrea“. Die Nachahmung anderer Instrumente, vor allem von Zupfinstrumenten, blieb für das gesamte 17. Jahrhundert die Hauptaufgabe des Pizzicatos. Noch in Johann Jakob Walthers Hortus chelicus (1688) soll es den Klang von „Harpffen / Lauten / Kitarren / Baucken“ imitieren und wird in letzterer Funktion auch der Generalbassstimme vorgeschrieben. Walthers Hortus Chelicus war, wie durch viele Abschriften bezeugt ist, Ende des 17. Jahrhunderts weit verbreitet und diente seiner vielfältigen technischen Anforderungen wegen offenbar vor allem als Etüdenmaterial für Geiger.

#### 19. Jahrhundert
Das berühmteste Musikstück mit chorisch ausgeführtem Streicherpizzicato dürfte die Pizzicato-Polka von Johann Strauss (Sohn) und Josef Strauss sein. Ein weiteres bekanntes Beispiel ist das „Pizzicato ostinato“ aus dem dritten Satz von Tschaikowskis 4. Sinfonie. Auch der Walzer im ersten Akt von Tschaikowskis Ballett Schwanensee beginnt mit einem kurzen Pizzicato. In Benjamin Brittens Simple Symphony für Streichorchester ist ein Satz vollständig im pizzicato gehalten; die Satzbezeichnung lautet „Playful Pizzicato“.

#### Das Kontrabass-Pizzicato im Jazz

##### DerWalking Bass
Bereits durch früheste Aufnahmen ist als verbreitetste Bassgrundlage des Ensemble-Jazz der sogenannte Walking Bass bezeugt, eine Linie in konsequenten Pizzicato-Viertelnoten des Kontrabasses, die dem Ensemble und dem in komplexen Rhythmen improvisierenden Solisten eine verlässliche metrische Grundlage bot. Charakteristisch für den frühen Jazz ist die Verdopplung sowohl der entscheidenden Basstöne durch die linke Hand des Klaviers und eventuell weitere Instrumente als auch des Viertelpulses durch die große Trommel. Um sich gegen Bläser und Schlagzeug durchsetzen zu können, verwendeten Kontrabassisten häufig die aus der europäischen Moderne als „Bartók-Pizzicato“ bekannte Spielweise, bei dem die Saite auf das Griffbrett aufschlägt.
Vor allem mit dem Bebop seit den vierziger Jahren begannen sich kleinere Besetzungen durchzusetzen, die den einzelnen Instrumentalisten größere Freiheit boten. Pianisten bevorzugten mehr und mehr basslose, relativ hoch liegende Begleitakkorde und überließen die Bassfunktion allein dem Kontrabass. Im Schlagzeug wurde der Viertelpuls nicht mehr durch die große Trommel, sondern durch das hochliegende und damit klanglich vom Kontrabass getrennte Becken dargestellt. Zunehmend führten Kontrabassisten nun rhythmische Varianten der Viertelbewegung ein (Viertelpausen, eingefügte Achtelnoten oder Triolen usw.) und begannen sich in höhere Lagen zu bewegen. In klanglicher Hinsicht erweiterten sie das traditionelle Pizzicato durch Glissandi und Intonationsvarianten, insbesondere von unten her „angeschmierte“ Töne („smear“).
Einer der wichtigsten Bassisten dieses älteren Bebop, Ray Brown, gab in seiner Kontrabassschule Fotos zur Demonstration geeigneter Pizzicato-Bewegungen. Allerdings fehlen ausreichende verbale Erläuterungen, so dass sich nur vermuten lässt, was Brown als wesentlich ansah. Die „position for soft pizzicato playing, or ballad playing“ zeigt, wie heute üblich, den an die Saite gelegten Zeigefinger; die „position for heavy jazz playing“ das Spiel mit Zeige- und Mittelfinger, die, ebenfalls wie heute üblich, steil zur Saite stehen. Beide Fotos allerdings zeigen stark gebeugte Finger, wie sie heute weniger verbreitet sind. Die Frage, ob Browns Technik die noch nicht vollständig vollzogene Loslösung des Jazz-Pizzicatos von einer traditionellen „klassischen“ Pizzicato-Technik darstellt oder aber sich einem besonderen Personalstil verdankt, lässt sich mangels Quellen nicht beantworten.

##### Scott LaFaro und das moderne Pizzicatospiel
Eine grundsätzlich neue Entwicklung wurde durch das 1959 gegründete Trio des Pianisten Bill Evans, des Bassisten Scott LaFaro und des Schlagzeugers Paul Motian angestoßen. Das eigenwillige, fantasievolle Spiel des Bassisten war anfangs nur unter Schwierigkeiten in das traditionelle Jazz-Spiel zu integrieren. „LaFaros gitarrenähnliche Sounds, die er zumeist in die höheren Lagen des Kontrabasses vortrieb, zeigten nicht nur neue Wege auf, die Ausdruckmöglichkeiten des Instruments zu erweitern, er hatte zudem die Neigung, nicht dem Rhythmus des Schlagzeugers zu folgen, sondern eigene rhythmische und melodische Strukturen als Kontrapunkt für das Piano aufzubauen.“ Parallel und ergänzend zu Evans’ pianistischen Entwicklungen arbeitete LaFaro die Basspartie zu einem eigenständigen Partner des Klaviers von bis dahin nicht gekannter Klangvielfalt aus. Die Entwicklung des Trios ist durch eine Reihe von Aufnahmen dokumentiert; als deren Höhepunkt gelten die Live-Aufnahmen aus dem New Yorker Jazzclub Village Vanguard vom 25. Juni 1961.
LaFaro löste die traditionellen Walking-Bass-Linien in Folgen von dramaturgisch abgestimmten Klangereignissen auf. Er benutzte dabei ein weites Spektrum an Klangfärbungen durch verschiedene Zupfbewegungen, aber auch Doppelgriffe, Flageolette, Glissandi usw. Was vorher die Verzierung und Auflockerung der Walking-Bass-Linie gewesen war, wurde bei ihm zur eigentlichen Substanz. Dies ging einher mit einem neuartigen Rhythmusempfinden des gesamten Trios. Evans entwickelte ein vielfältiges Rubatospiel, in dem nicht wie bisher die Harmonie immer an den durch die Improvisationsvorlage vorgesehenen Stellen, sondern gegen den Takt verschoben wechselte. Im Trio wurden nun verschiedene Aufgaben von verschiedenen Musikern übernommen, die im frühen Jazz teilweise noch jeweils von mehreren gleichzeitig ausgeführt worden waren:
- Schlagzeug: Darstellung des Grundpulses und der Taktgliederung in Kleiner Trommel oder Becken; dazu einzelne, das Metrum problematisierende Aktionen;
- Klavier: Harmoniefolge in der linken Hand unter Auslassung des Basstons, oft gegen den Takt (gegen das Schlagzeug) verschoben; in der rechten Hand Hauptimprovisationslinie;
- Bass: Harmoniegrundtöne; dazu einzelne melodische oder klangliche Aktionen als Gegenstimme zur rechten Hand des Klaviers.

Durch diese Konzentration der Aufgaben eröffneten sich den einzelnen Instrumenten größere Möglichkeiten zur Gestaltung ihrer Partien. Gleichzeitig ermöglichte sie aber auch eine größere Zahl an gleichzeitig ablaufenden Schichtungen, durch die das Trio die Komplexität seiner Interpretationen erreichte.
Zehn Tage nach der Aufnahme im Village Vanguard kam LaFaro bei einem Autounfall ums Leben. Die von ihm und Evans angestoßene Entwicklung veränderte jedoch tiefgreifend das Kontrabassspiel des Jazz. Evans arbeitete später mit Bassisten wie Chuck Israels und Eddie Gomez. Viele andere Musiker griffen die von ihm, LaFaro und Motian erstmal in ihren künstlerischen Möglichkeiten ausgelotete Besetzung des Jazz-Klaviertrios aus Klavier, Bass und Schlagzeug auf und entwickelten sie weiter; sie zählt seitdem zu den Standardbesetzungen des Jazz.

## Andere Instrumente

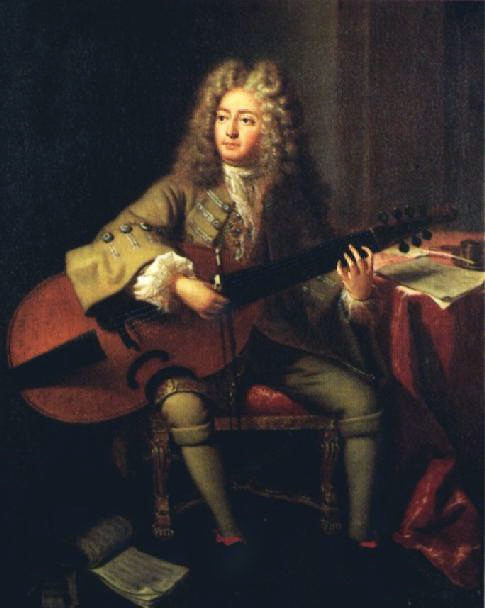
Marin Marais mit Viola da gamba

- Bereits im 16. Jahrhundert ist der Gebrauch des Pizzicatos auf der Viola da gamba durch Silvestro Ganassis theoretische Abhandlung über das Gambenspiel Lettione seconda pur della prattica di sonare il violone d’arco da tasti (Venedig 1542) bezeugt. Ganassi spricht im 11. Kapitel vom „percotere la corda“ („Schlagen der Saite“), das mit dem Finger zu geschehen habe und durch einen Punkt angezeigt werde. Die früheste gedruckte Gambenkomposition mit einem Pizzicato ist die Nr. 10 Harke, Harke aus Tobias Humes The First Part of Ayres (London 1605), hier bezeichnet durch die Anweisung „Play nine letters with your finger“ („Spiel neun Buchstaben [d.h. Noten, da es sich um eine Tabulatur handelt] mit dem Finger“). – Während des 17. Jahrhunderts wurde in England sporadisch ein mit der linken Hand auszuführendes Gambenpizzicato gefordert, das die Bezeichnung „Thump“ trug. Es findet sich erstmals 1607 in Thomas Fords Musicke of Sundrie Kindes. Ein weiteres Mal tritt es 1669 in John Playfords Musick’s Recreation on the Viol Lyra-way auf.
- Beim Baryton werden die Resonanzsaiten manchmal angezupft. Dabei greift der Spieler mit der linken Hand durch eine Öffnung im Hals des Instruments, so dass ein schneller Wechsel zwischen Bogenspiel und Pizzicato möglich ist. Beispiele finden sich in Joseph Haydns Barytondivertimenti.
- Bei Zupfinstrumenten, deren Saiten ohnehin mit den Fingern oder einem Plektrum gezupft werden, ist „pizzicato“ (auch englisch Palm Muting oder Palm Mute genannt) eine Spielanweisung, durch leichtes Abdämpfen der Saite mit der Kante der rechten Hand einen besonderen Effekt zu erzeugen.
- Auf dem modernen Flügel muss der Pianist aufstehen, um die Saiten anzupfen zu können. Diese Spielweise wird in der Musik der Avantgarde häufig gefordert. Sie erlaubt, da zwischen den eng nebeneinanderliegenden Saiten kein Finger Platz findet, weder einen großen Klang noch Geläufigkeit. Zudem ist sie nur bei dauerhaft getretenem Pedal möglich, da sonst die auf den Saiten liegenden Dämpfer den Klang unterdrücken würden, so dass die einzelnen Töne verschwimmen. Die Notwendigkeit, gleichzeitig das Pedal zu treten und sich so weit vorzubeugen, dass die Saiten mit den Fingern erreicht werden können, erzeugt eine äußerst unbequeme und anstrengende Körperhaltung. – Das Pizzicato auf dem Flügel wird von Klavierbauern oft entschieden abgelehnt. Die im Handschweiß enthaltene Säure lässt auf die Dauer das Metall der Saiten korrodieren, wodurch der Klang des Instruments merklich verschlechtert wird.
- Beim sogenannten „Lippenpizzicato“ der Querflöte wird der den Ton erzeugende Luftstrom anstatt wie üblich durch die Zunge (die Silbe „dü“) durch ein plötzliches Öffnen der Lippen freigegeben (die Silbe „pü“). Die Lippen können dadurch nicht schon beim Tonbeginn in der für einen nebengeräuschfreien Ton nötigen Stellung sein. Es entsteht je nach Ausführung ein kurzer, mit Windgeräuschen gemischter Ton oder nur ein Luftgeräusch, das im Rohr der Flöte eine Resonanz mit einer bestimmten Tonhöhe hervorruft. Das Lippenpizzicato erinnert zwar nicht in seiner tatsächlichen akustischen Ausprägung, aber in seinem perkussiven Charakter an ein Streicherpizzicato. Es wird in der Musik der Avantgarde seit ca. 1970 häufig vorgeschrieben, von heutigen Flötisten aber nur äußerst selten auf ältere Musik angewendet.